# كينغسلي هولغيت
كينغسلي هولغيت (بالإنجليزية: Kingsley Holgate)‏ هو مستكشف جنوب أفريقي، ولد في 28 فبراير 1946.